# Formica spatulata
Formica spatulata é uma espécie de formiga do gênero Formica, pertencente à subfamília Formicinae.